# 두황
두황(竇況, 竇兄, ? ~ 8년)은 전한 말기의 군인이다.

## 행적
거섭 원년(6년), 왕망이 자신들의 영역을 빼앗아 서해군을 설치한 것에 반발한 서강의 방염(龐恬)·부번(傅幡) 등이 서해태수 정영(程永)을 공격하였다. 왕망은 도망쳐 온 정영을 죽였고, 호강교위(護羌校尉) 두황은 출진하여 이듬해 봄에 서강을 격퇴하였다.
거섭 2년(7년), 동군태수 적의가 왕망에 대항하여 반란을 일으켰다. 중랑장 두황은 분위장군(奮威將軍)에 임명되어 진압에 나섰다.
거섭 3년(8년), 왕광이 집금오 두황에게 어떤 사람을 죽이도록 사주하였고, 두황은 법에 걸어 그 사람을 죽였다. 사위(司威) 진숭에게서 이 사실을 들은 왕망은 크게 노하였고, 두황은 주살되었다.

## 출전
- 반고, 《한서》 권84 적방진전·권99상 왕망전 上

| 전임 왕준 | 전한의 집금오 ? ~ 8년 | 후임 (전한 멸망) |